# Copa Perú 1999
La Copa Perú 1999 fue la edición número 27 en la historia de la competición y se disputó entre los meses de febrero y diciembre. El torneo otorgó un cupo al torneo de Primera División y finalizó el 19 de diciembre tras disputarse el partido de desempate, ya que en ambos equipos obtuvieron un triunfo como local en las finales de ida y vuelta, que consagró como campeón al Deportivo UPAO. Con el título obtenido este club lograría el ascenso al Campeonato Descentralizado 2000.

## Etapa Regional
A esta fase clasificaron un equipo de cada departamento del Perú desde la llamada "Etapa Departamental", a excepción del Departamento de Lima que tuvo dos clasificados: Juventud Chacarilla de Otero de la Provincia de Lima y Aurora Chancayllo representando al resto de provincias de ese departamento.
Todos los equipos están divididos en 8 grupos por cercanía geográfica; cada equipo campeón clasificará a la Etapa Nacional. De estos 8 equipos Campeones jugarán por cercanía geográfica partidos de knock-out (KO) de local y visita. El ganador de la Final asciende a Primera División 2000.

### Región I
| Departamento | Club                 | Ciudad       |
| ------------ | -------------------- | ------------ |
| Amazonas     | Deportivo Sachapuyos | Chachapoyas  |
| Lambayeque   | Deportivo Pomalca    | Chiclayo     |
| Piura        | Deportivo UNP        | Piura        |
| Tumbes       | Independiente        | Aguas Verdes |

#### Grupo A
| Local ida     | Resultado | Local vuelta                  | Ida   | Vuelta |
| ------------- | --------- | ----------------------------- | ----- | ------ |
| Independiente | 1 - 2     | Universidad Nacional de Piura | 0 - 0 | 1 - 2  |

#### Grupo B
| Local ida         | Resultado | Local vuelta         | Ida   | Vuelta |
| ----------------- | --------- | -------------------- | ----- | ------ |
| Deportivo Pomalca | 2 - 2     | Deportivo Sachapuyos | 2 - 1 | 0 - 1  |

Partido extra
|                   | Resultado |                      |
| ----------------- | --------- | -------------------- |
| Deportivo Pomalca | 5 - 2     | Deportivo Sachapuyos |

#### Final regional
| Local ida         | Resultado | Local vuelta  | Ida   | Vuelta |
| ----------------- | --------- | ------------- | ----- | ------ |
| Deportivo Pomalca | 6 - 6     | Deportivo UNP | 4 - 0 | 2 - 6  |

Partido extra
|               | Resultado |                   |
| ------------- | --------- | ----------------- |
| Deportivo UNP | 0 - 1     | Deportivo Pomalca |

### Región II
| Departamento | Club                  | Ciudad    |
| ------------ | --------------------- | --------- |
| Áncash       | Sport Ancash          | Huaraz    |
| Cajamarca    | Comerciantes Scorpion | Cajamarca |
| La Libertad  | Deportivo UPAO        | Trujillo  |

| \| Jor. \| Estadio \| Ciudad \| Local \| Score \| Visitante \| \| ---- \| ------------------- \| --------- \| ------------------- \| ----- \| ------------------- \| \| 1 \| Mansiche \| Trujillo \| Deportivo UPAO \| 2-0 \| Comerciantes Unidos \| \| 2 \| Rosas Pampa \| Huaraz \| Sport Ancash \| 3-4 \| Deportivo UPAO \| \| 3 \| Rosas Pampa \| Huaraz \| Sport Ancash \| 4-1 \| Comerciantes Unidos \| \| 4 \| Héroes de San Ramón \| Cajamarca \| Comerciantes Unidos \| 1-1 \| Deportivo UPAO \| \| 5 \| Mansiche \| Trujillo \| Deportivo UPAO \| 0-0 \| Sport Ancash \| \| 6 \| Héroes de San Ramón \| Cajamarca \| Comerciantes Unidos \| 1-1 \| Sport Ancash \| |                     |           |                     |       |                     |
| Jor. | Estadio             | Ciudad    | Local               | Score | Visitante           |
| 1 | Mansiche            | Trujillo  | Deportivo UPAO      | 2-0   | Comerciantes Unidos |
| 2 | Rosas Pampa         | Huaraz    | Sport Ancash        | 3-4   | Deportivo UPAO      |
| 3 | Rosas Pampa         | Huaraz    | Sport Ancash        | 4-1   | Comerciantes Unidos |
| 4 | Héroes de San Ramón | Cajamarca | Comerciantes Unidos | 1-1   | Deportivo UPAO      |
| 5 | Mansiche            | Trujillo  | Deportivo UPAO      | 0-0   | Sport Ancash        |
| 6 | Héroes de San Ramón | Cajamarca | Comerciantes Unidos | 1-1   | Sport Ancash        |

| Equipo              | PJ | PG | PE | PP | GF | GC | DG | Pts |
| ------------------- | -- | -- | -- | -- | -- | -- | -- | --- |
| Deportivo UPAO      | 4  | 2  | 2  | 0  | 7  | 4  | +3 | 8   |
| Sport Ancash        | 4  | 1  | 2  | 1  | 8  | 6  | +2 | 5   |
| Comerciantes Unidos | 4  | 0  | 2  | 2  | 3  | 8  | -5 | 2   |

### Región III
| Departamento | Club              | Ciudad        |
| ------------ | ----------------- | ------------- |
| Loreto       | José Pardo        | Iquitos       |
| San Martín   | Deportivo El Tumi | Tarapoto      |
| Ucayali      | Atlético Callao   | Puerto Callao |

| \| Jor. \| Ciudad \| Local \| Score \| Visitante \| \| ---- \| ------------- \| -------------------------------- \| ----- \| -------------------------------- \| \| 1 \| Iquitos \| José Pardo \| 2-0 \| Deportivo El Tumi de Tarapoto \| \| 2 \| Tarapoto \| Deportivo El Tumi de Tarapoto \| 1-0 \| Atlético Callao de Puerto Callao \| \| 3 \| Puerto Callao \| Atlético Callao de Puerto Callao \| 0-1 \| José Pardo \| \| 4 \| Tarapoto \| Deportivo El Tumi de Tarapoto \| 4-2 \| José Pardo \| \| 5 \| Puerto Callao \| Atlético Callao de Puerto Callao \| 0-4 \| Deportivo El Tumi de Tarapoto \| \| 6 \| Iquitos \| José Pardo \| 1-1 \| Atlético Callao de Puerto Callao \| |               |                                  |       |                                  |
| Jor. | Ciudad        | Local                            | Score | Visitante                        |
| 1 | Iquitos       | José Pardo                       | 2-0   | Deportivo El Tumi de Tarapoto    |
| 2 | Tarapoto      | Deportivo El Tumi de Tarapoto    | 1-0   | Atlético Callao de Puerto Callao |
| 3 | Puerto Callao | Atlético Callao de Puerto Callao | 0-1   | José Pardo                       |
| 4 | Tarapoto      | Deportivo El Tumi de Tarapoto    | 4-2   | José Pardo                       |
| 5 | Puerto Callao | Atlético Callao de Puerto Callao | 0-4   | Deportivo El Tumi de Tarapoto    |
| 6 | Iquitos       | José Pardo                       | 1-1   | Atlético Callao de Puerto Callao |

| Equipo                           | PJ | PG | PE | PP | GF | GC | DG | Pts |
| -------------------------------- | -- | -- | -- | -- | -- | -- | -- | --- |
| Deportivo El Tumi de Tarapoto    | 4  | 3  | 0  | 1  | 9  | 4  | +5 | 9   |
| José Pardo                       | 4  | 2  | 1  | 1  | 6  | 5  | +1 | 5   |
| Atlético Callao de Puerto Callao | 4  | 0  | 1  | 3  | 1  | 7  | -6 | 1   |

### Región IV
| Departamento | Club                         | Ciudad  |
| ------------ | ---------------------------- | ------- |
| Callao       | Somos Aduanas                | Callao  |
| Ica          | Estudiantes de Medicina      | Ica     |
| Lima         | Aurora Chancayllo            | Chancay |
| Lima         | Juventud Chacarilla de Otero | Lima    |

| \| Jor. \| Ciudad \| Local \| Score \| Visitante \| \| ---- \| ------- \| --------------------------- \| ----- \| --------------------------- \| \| 1 \| Lima \| Chacarilla de Otero de Lima \| 1-0 \| Aurora Chancayllo \| \| 1 \| Ica \| Estudiantes de Medicina \| 2-1 \| Somos Aduanas \| \| 2 \| Callao \| Somos Aduanas \| 3-2 \| Aurora Chancayllo \| \| 2 \| Ica \| Estudiantes de Medicina \| 6-1 \| Chacarilla de Otero de Lima \| \| 3 \| Chancay \| Aurora Chancayllo \| 3-1 \| Estudiantes de Medicina \| \| 3 \| Callao \| Somos Aduanas \| 3-1 \| Chacarilla de Otero de Lima \| \| 4 \| Chancay \| Aurora Chancayllo \| 4-1 \| Chacarilla de Otero de Lima \| \| 4 \| Callao \| Somos Aduanas \| 0-2 \| Estudiantes de Medicina \| \| 5 \| Chancay \| Aurora Chancayllo \| 1-2 \| Somos Aduanas \| \| 5 \| Lima \| Chacarilla de Otero de Lima \| 1-2 \| Estudiantes de Medicina \| \| 6 \| Ica \| Estudiantes de Medicina \| 5-3 \| Aurora Chancayllo \| \| 6 \| Lima \| Chacarilla de Otero de Lima \| 3-1 \| Somos Aduanas \| |         |                             |       |                             |
| Jor. | Ciudad  | Local                       | Score | Visitante                   |
| 1 | Lima    | Chacarilla de Otero de Lima | 1-0   | Aurora Chancayllo           |
| 1 | Ica     | Estudiantes de Medicina     | 2-1   | Somos Aduanas               |
| 2 | Callao  | Somos Aduanas               | 3-2   | Aurora Chancayllo           |
| 2 | Ica     | Estudiantes de Medicina     | 6-1   | Chacarilla de Otero de Lima |
| 3 | Chancay | Aurora Chancayllo           | 3-1   | Estudiantes de Medicina     |
| 3 | Callao  | Somos Aduanas               | 3-1   | Chacarilla de Otero de Lima |
| 4 | Chancay | Aurora Chancayllo           | 4-1   | Chacarilla de Otero de Lima |
| 4 | Callao  | Somos Aduanas               | 0-2   | Estudiantes de Medicina     |
| 5 | Chancay | Aurora Chancayllo           | 1-2   | Somos Aduanas               |
| 5 | Lima    | Chacarilla de Otero de Lima | 1-2   | Estudiantes de Medicina     |
| 6 | Ica     | Estudiantes de Medicina     | 5-3   | Aurora Chancayllo           |
| 6 | Lima    | Chacarilla de Otero de Lima | 3-1   | Somos Aduanas               |

| Equipo                       | PJ | PG | PE | PP | GF | GC | DG | Pts |
| ---------------------------- | -- | -- | -- | -- | -- | -- | -- | --- |
| Estudiantes de Medicina      | 6  | 5  | 0  | 1  | 18 | 9  | +9 | 15  |
| Somos Aduanas                | 6  | 3  | 0  | 3  | 10 | 11 | -1 | 9   |
| Aurora Chancayllo            | 6  | 2  | 0  | 4  | 13 | 13 | 0  | 6   |
| Juventud Chacarilla de Otero | 6  | 2  | 0  | 4  | 8  | 16 | -6 | 6   |

### Región V
| Departamento | Club                | Ciudad      |
| ------------ | ------------------- | ----------- |
| Huánuco      | Atlético Arabecks   | Huánuco     |
| Junín        | Deportivo Municipal | El Tambo    |
| Pasco        | Nueva Berna         | Chontabamba |

| \| Jor. \| Ciudad \| Local \| Score \| Visitante \| \| ---- \| ----------- \| ------------------------------- \| ----- \| ------------------------------- \| \| 1 \| Huánuco \| Arabecks de Huánuco \| 4-1 \| Nueva Berna de Chontabamba \| \| 2 \| El Tambo \| Deportivo Municipal de El Tambo \| 1-0 \| Arabecks de Huánuco \| \| 3 \| El Tambo \| Deportivo Municipal de El Tambo \| 3-0 \| Nueva Berna de Chontabamba \| \| 4 \| Chontabamba \| Nueva Berna de Chontabamba \| 2-4 \| Arabecks de Huánuco \| \| 5 \| Huánuco \| Arabecks de Huánuco \| 0-0 \| Deportivo Municipal de El Tambo \| \| 6 \| Chontabamba \| Nueva Berna de Chontabamba \| 1-1 \| Deportivo Municipal de El Tambo \| |             |                                 |       |                                 |
| Jor. | Ciudad      | Local                           | Score | Visitante                       |
| 1 | Huánuco     | Arabecks de Huánuco             | 4-1   | Nueva Berna de Chontabamba      |
| 2 | El Tambo    | Deportivo Municipal de El Tambo | 1-0   | Arabecks de Huánuco             |
| 3 | El Tambo    | Deportivo Municipal de El Tambo | 3-0   | Nueva Berna de Chontabamba      |
| 4 | Chontabamba | Nueva Berna de Chontabamba      | 2-4   | Arabecks de Huánuco             |
| 5 | Huánuco     | Arabecks de Huánuco             | 0-0   | Deportivo Municipal de El Tambo |
| 6 | Chontabamba | Nueva Berna de Chontabamba      | 1-1   | Deportivo Municipal de El Tambo |

| Equipo                | PJ | PG | PE | PP | GF | GC | DG | Pts |
| --------------------- | -- | -- | -- | -- | -- | -- | -- | --- |
| Municipal de Huancayo | 4  | 2  | 2  | 0  | 5  | 1  | +4 | 8   |
| Atlético Arabecks     | 4  | 2  | 1  | 1  | 8  | 4  | +4 | 7   |
| Nueva Berna           | 4  | 0  | 1  | 3  | 4  | 12 | -8 | 1   |

### Región VI
| Departamento | Club                                        | Ciudad       |
| ------------ | ------------------------------------------- | ------------ |
| Apurímac     | Deportivo Educación                         | Andahuaylas  |
| Ayacucho     | Deportivo DASA (Dep.Área de Salud Ayacucho) | Ayacucho     |
| Huancavelica | Leoncio Prado                               | Huancavelica |

| \| Jor. \| Ciudad \| Local \| Score \| Visitante \| \| ---- \| ------------ \| ----------------------------- \| ----- \| ----------------------------- \| \| 1 \| Ayacucho \| Deportivo DASA de Ayacucho \| 5-0 \| Leoncio Prado de Huancavelica \| \| 2 \| Andahuaylas \| DEA de Andahuaylas \| 1-0 \| Deportivo DASA de Ayacucho \| \| 3 \| Huancavelica \| Leoncio Prado de Huancavelica \| 1-3 \| DEA de Andahuaylas \| \| 4 \| Huancavelica \| Leoncio Prado de Huancavelica \| 2-2 \| Deportivo DASA de Ayacucho \| \| 5 \| Ayacucho \| Deportivo DASA de Ayacucho \| 1-0 \| DEA de Andahuaylas \| \| 6 \| Andahuaylas \| DEA de Andahuaylas \| 3-0 \| Leoncio Prado de Huancavelica \| |              |                               |       |                               |
| Jor. | Ciudad       | Local                         | Score | Visitante                     |
| 1 | Ayacucho     | Deportivo DASA de Ayacucho    | 5-0   | Leoncio Prado de Huancavelica |
| 2 | Andahuaylas  | DEA de Andahuaylas            | 1-0   | Deportivo DASA de Ayacucho    |
| 3 | Huancavelica | Leoncio Prado de Huancavelica | 1-3   | DEA de Andahuaylas            |
| 4 | Huancavelica | Leoncio Prado de Huancavelica | 2-2   | Deportivo DASA de Ayacucho    |
| 5 | Ayacucho     | Deportivo DASA de Ayacucho    | 1-0   | DEA de Andahuaylas            |
| 6 | Andahuaylas  | DEA de Andahuaylas            | 3-0   | Leoncio Prado de Huancavelica |

| Equipo         | PJ | PG | PE | PP | GF | GC | DG  | Pts |
| -------------- | -- | -- | -- | -- | -- | -- | --- | --- |
| DEA            | 4  | 3  | 0  | 1  | 7  | 2  | +5  | 9   |
| Deportivo DASA | 4  | 2  | 1  | 1  | 8  | 3  | +5  | 7   |
| Leoncio Prado  | 4  | 0  | 1  | 3  | 3  | 13 | -10 | 1   |

### Región VII
| Departamento  | Club                | Ciudad           |
| ------------- | ------------------- | ---------------- |
| Cusco         | Tintaya Marquiri    | Yauri            |
| Madre de Dios | Deportivo Maldonado | Puerto Maldonado |
| Puno          | Alfonso Ugarte      | Puno             |

| \| Jor. \| Ciudad \| Local \| Score \| Visitante \| \| ---- \| ---------------- \| ------------------------- \| ----- \| ------------------------- \| \| 1 \| Puerto Maldonado \| Deportivo Maldonado \| 2-1 \| Tintaya Marquiri de Yauri \| \| 2 \| Yauri \| Tintaya Marquiri de Yauri \| 2-1 \| Alfonso Ugarte \| \| 3 \| Puno \| Alfonso Ugarte \| 4-0 \| Deportivo Maldonado \| \| 4 \| Yauri \| Tintaya Marquiri de Yauri \| 2-1 \| Deportivo Maldonado \| \| 5 \| Puno \| Alfonso Ugarte \| 3-0 \| Tintaya Marquiri de Yauri \| \| 6 \| Puerto Maldonado \| Deportivo Maldonado \| 1-2 \| Alfonso Ugarte \| |                  |                           |       |                           |
| Jor. | Ciudad           | Local                     | Score | Visitante                 |
| 1 | Puerto Maldonado | Deportivo Maldonado       | 2-1   | Tintaya Marquiri de Yauri |
| 2 | Yauri            | Tintaya Marquiri de Yauri | 2-1   | Alfonso Ugarte            |
| 3 | Puno             | Alfonso Ugarte            | 4-0   | Deportivo Maldonado       |
| 4 | Yauri            | Tintaya Marquiri de Yauri | 2-1   | Deportivo Maldonado       |
| 5 | Puno             | Alfonso Ugarte            | 3-0   | Tintaya Marquiri de Yauri |
| 6 | Puerto Maldonado | Deportivo Maldonado       | 1-2   | Alfonso Ugarte            |

| Equipo              | PJ | PG | PE | PP | GF | GC | DG | Pts |
| ------------------- | -- | -- | -- | -- | -- | -- | -- | --- |
| Alfonso Ugarte      | 4  | 3  | 0  | 1  | 10 | 3  | +7 | 9   |
| Tintaya Marquiri    | 4  | 2  | 0  | 2  | 5  | 7  | -2 | 6   |
| Deportivo Maldonado | 4  | 1  | 0  | 3  | 4  | 9  | -5 | 3   |

### Región VIII
| Departamento | Club              | Ciudad   |
| ------------ | ----------------- | -------- |
| Arequipa     | Sportivo Huracán  | Arequipa |
| Moquegua     | Defensor La Breña | Moquegua |
| Tacna        | Coronel Bolognesi | Tacna    |

| \| Jor. \| Ciudad \| Local \| Score \| Visitante \| \| ---- \| -------- \| ----------------------------- \| ----- \| ----------------------------- \| \| 1 \| Tacna \| Coronel Bolognesi \| 6-0 \| Defensor La Breña de Moquegua \| \| 2 \| Arequipa \| Sportivo Huracán \| 0-1 \| Coronel Bolognesi \| \| 3 \| Arequipa \| Sportivo Huracán \| 1-2 \| Defensor La Breña de Moquegua \| \| 4 \| Moquegua \| Defensor La Breña de Moquegua \| 0-2 \| Coronel Bolognesi \| \| 5 \| Tacna \| Coronel Bolognesi \| 5-0 \| Sportivo Huracán \| \| 6 \| Moquegua \| Defensor La Breña de Moquegua \| 2-0 \| Sportivo Huracán \| |          |                               |       |                               |
| Jor. | Ciudad   | Local                         | Score | Visitante                     |
| 1 | Tacna    | Coronel Bolognesi             | 6-0   | Defensor La Breña de Moquegua |
| 2 | Arequipa | Sportivo Huracán              | 0-1   | Coronel Bolognesi             |
| 3 | Arequipa | Sportivo Huracán              | 1-2   | Defensor La Breña de Moquegua |
| 4 | Moquegua | Defensor La Breña de Moquegua | 0-2   | Coronel Bolognesi             |
| 5 | Tacna    | Coronel Bolognesi             | 5-0   | Sportivo Huracán              |
| 6 | Moquegua | Defensor La Breña de Moquegua | 2-0   | Sportivo Huracán              |

| Equipo            | PJ | PG | PE | PP | GF | GC | DG  | Pts |
| ----------------- | -- | -- | -- | -- | -- | -- | --- | --- |
| Coronel Bolognesi | 4  | 4  | 0  | 0  | 14 | 0  | +14 | 12  |
| La Breña          | 4  | 2  | 0  | 2  | 4  | 9  | -5  | 6   |
| Sportivo Huracán  | 4  | 0  | 0  | 4  | 1  | 10 | -9  | 0   |

## Etapa Nacional

### Cuartos de final
| Local ida                  | Resultado global | Local vuelta            | Ida   | Vuelta |
| -------------------------- | ---------------- | ----------------------- | ----- | ------ |
| Deportivo UPAO             | 5 - 1            | Deportivo Pomalca       | 1 - 1 | 4 - 0  |
| Deportivo El Tumi          | 1 - 3            | Estudiantes de Medicina | 0 - 1 | 1 - 2  |
| Dep. Municipal de El Tambo | 0 - 1            | DEA                     | 0 - 0 | 0 - 1  |
| Alfonso Ugarte             | 1 - 3            | Coronel Bolognesi       | 1 - 0 | 0 - 3  |

Partidos extra
|                | Resultado   |                   |
| -------------- | ----------- | ----------------- |
| Alfonso Ugarte | 1 - 1(5-4p) | Coronel Bolognesi |

| \| Jor. \| Fecha \| Estadio \| Ciudad \| Local \| Score \| Visitante \| \| ---- \| ---------- \| --------------- \| -------- \| ----------------------- \| ----------- \| ----------------------- \| \| 1 \| 07-11-1999 \| Mansiche \| Trujillo \| Deportivo UPAO \| 1-1 \| Deportivo Pomalca \| \| 1 \| 14-11-1999 \| Elías Aguirre \| Chiclayo \| Deportivo Pomalca \| 0-4 \| Deportivo UPAO \| \| 2 \| 07-11-1999 \| Carlos Vidaurre \| Tarapoto \| Deportivo El Tumi \| 0-1 \| Estudiantes de Medicina \| \| 2 \| 14-11-1999 \| Picasso Peratta \| Ica \| Estudiantes de Medicina \| 2-1 \| Deportivo El Tumi \| \| 3 \| 07-11-1999 \| IV Centenario \| Huancayo \| Deportivo Municipal \| 0-0 \| DEA \| \| 3 \| 14-11-1999 \| Condebamba \| Abancay \| DEA \| 1-0 \| Deportivo Municipal \| \| 4 \| 07-11-1999 \| Torres Belon \| Puno \| Alfonso Ugarte \| 1-0 \| Coronel Bolognesi \| \| 4 \| 14-11-1999 \| Jorge Basadre \| Tacna \| Coronel Bolognesi \| 3-0 \| Alfonso Ugarte \| \| 4 \| 17-11-1999 \| 25 de Noviembre \| Moquegua \| Coronel Bolognesi \| 1(4p)-1(5p) \| Alfonso Ugarte \| |            |                 |          |                         |             |                         |
| Jor. | Fecha      | Estadio         | Ciudad   | Local                   | Score       | Visitante               |
| 1 | 07-11-1999 | Mansiche        | Trujillo | Deportivo UPAO          | 1-1         | Deportivo Pomalca       |
| 1 | 14-11-1999 | Elías Aguirre   | Chiclayo | Deportivo Pomalca       | 0-4         | Deportivo UPAO          |
| 2 | 07-11-1999 | Carlos Vidaurre | Tarapoto | Deportivo El Tumi       | 0-1         | Estudiantes de Medicina |
| 2 | 14-11-1999 | Picasso Peratta | Ica      | Estudiantes de Medicina | 2-1         | Deportivo El Tumi       |
| 3 | 07-11-1999 | IV Centenario   | Huancayo | Deportivo Municipal     | 0-0         | DEA                     |
| 3 | 14-11-1999 | Condebamba      | Abancay  | DEA                     | 1-0         | Deportivo Municipal     |
| 4 | 07-11-1999 | Torres Belon    | Puno     | Alfonso Ugarte          | 1-0         | Coronel Bolognesi       |
| 4 | 14-11-1999 | Jorge Basadre   | Tacna    | Coronel Bolognesi       | 3-0         | Alfonso Ugarte          |
| 4 | 17-11-1999 | 25 de Noviembre | Moquegua | Coronel Bolognesi       | 1(4p)-1(5p) | Alfonso Ugarte          |

### Semifinal
| Local ida      | Resultado global | Local vuelta            | Ida   | Vuelta |
| -------------- | ---------------- | ----------------------- | ----- | ------ |
| Deportivo UPAO | 2 - 2            | Estudiantes de Medicina | 1 - 1 | 1 - 1  |
| Alfonso Ugarte | 6 - 1            | DEA                     | 2 - 1 | 4 - 0  |

Partidos extra
|                | Resultado |                         |
| -------------- | --------- | ----------------------- |
| Deportivo UPAO | 2 - 1     | Estudiantes de Medicina |

| \| Jor. \| Fecha \| Estadio \| Ciudad \| Local \| Score \| Visitante \| \| ---- \| ---------- \| --------------- \| -------- \| ----------------------- \| ----- \| ----------------------- \| \| 1 \| 21-11-1999 \| Torres Belon \| Puno \| Alfonso Ugarte \| 3-2 \| DEA \| \| 1 \| 28-11-1999 \| Condebamba \| Abancay \| DEA \| 1-2 \| Alfonso Ugarte \| \| 2 \| 21-11-1999 \| Mansiche \| Trujillo \| Deportivo UPAO \| 1-1 \| Estudiantes de Medicina \| \| 2 \| 28-11-1999 \| Picasso Peratta \| Ica \| Estudiantes de Medicina \| 1-1 \| Deportivo UPAO \| \| 2 \| 01-12-1999 \| Nacional \| Lima \| Deportivo UPAO \| 2-1 \| Estudiantes de Medicina \| |            |                 |          |                         |       |                         |
| Jor. | Fecha      | Estadio         | Ciudad   | Local                   | Score | Visitante               |
| 1 | 21-11-1999 | Torres Belon    | Puno     | Alfonso Ugarte          | 3-2   | DEA                     |
| 1 | 28-11-1999 | Condebamba      | Abancay  | DEA                     | 1-2   | Alfonso Ugarte          |
| 2 | 21-11-1999 | Mansiche        | Trujillo | Deportivo UPAO          | 1-1   | Estudiantes de Medicina |
| 2 | 28-11-1999 | Picasso Peratta | Ica      | Estudiantes de Medicina | 1-1   | Deportivo UPAO          |
| 2 | 01-12-1999 | Nacional        | Lima     | Deportivo UPAO          | 2-1   | Estudiantes de Medicina |

### Final
| Local ida      | Resultado global | Local vuelta   | Ida   | Vuelta |
| -------------- | ---------------- | -------------- | ----- | ------ |
| Deportivo UPAO | 2 - 4            | Alfonso Ugarte | 2 - 0 | 0 - 4  |

Partido extra
|                | Resultado |                |
| -------------- | --------- | -------------- |
| Deportivo UPAO | 3 - 2     | Alfonso Ugarte |

| \| Jor. \| Fecha \| Estadio \| Ciudad \| Local \| Score \| Visitante \| \| ---- \| ---------- \| ------------ \| -------- \| -------------- \| ----- \| -------------- \| \| 1 \| 05-12-1999 \| Mansiche \| Trujillo \| Deportivo UPAO \| 2-0 \| Alfonso Ugarte \| \| 1 \| 12-12-1999 \| Torres Belon \| Puno \| Alfonso Ugarte \| 4-0 \| Deportivo UPAO \| \| 1 \| 19-12-1999 \| Nacional \| Lima \| Deportivo UPAO \| 3-2 \| Alfonso Ugarte \| |            |              |          |                |       |                |
| Jor. | Fecha      | Estadio      | Ciudad   | Local          | Score | Visitante      |
| 1 | 05-12-1999 | Mansiche     | Trujillo | Deportivo UPAO | 2-0   | Alfonso Ugarte |
| 1 | 12-12-1999 | Torres Belon | Puno     | Alfonso Ugarte | 4-0   | Deportivo UPAO |
| 1 | 19-12-1999 | Nacional     | Lima     | Deportivo UPAO | 3-2   | Alfonso Ugarte |

| Campeón                   |
| Deportivo UPAO 1.º título |